# Palonai
Palonai is een plaats in het Litouwse district Šiauliai. De plaats telt 441 inwoners (2001).